# Bufo-malhado
Bufo-africano ou bufo-malhado (Bubo africanus) é uma espécie de ave estrigiforme pertencente à família Strigidae. A sua área de distribuição restringe-se à África subsariana e Península Arábica.